# Richard Abdy

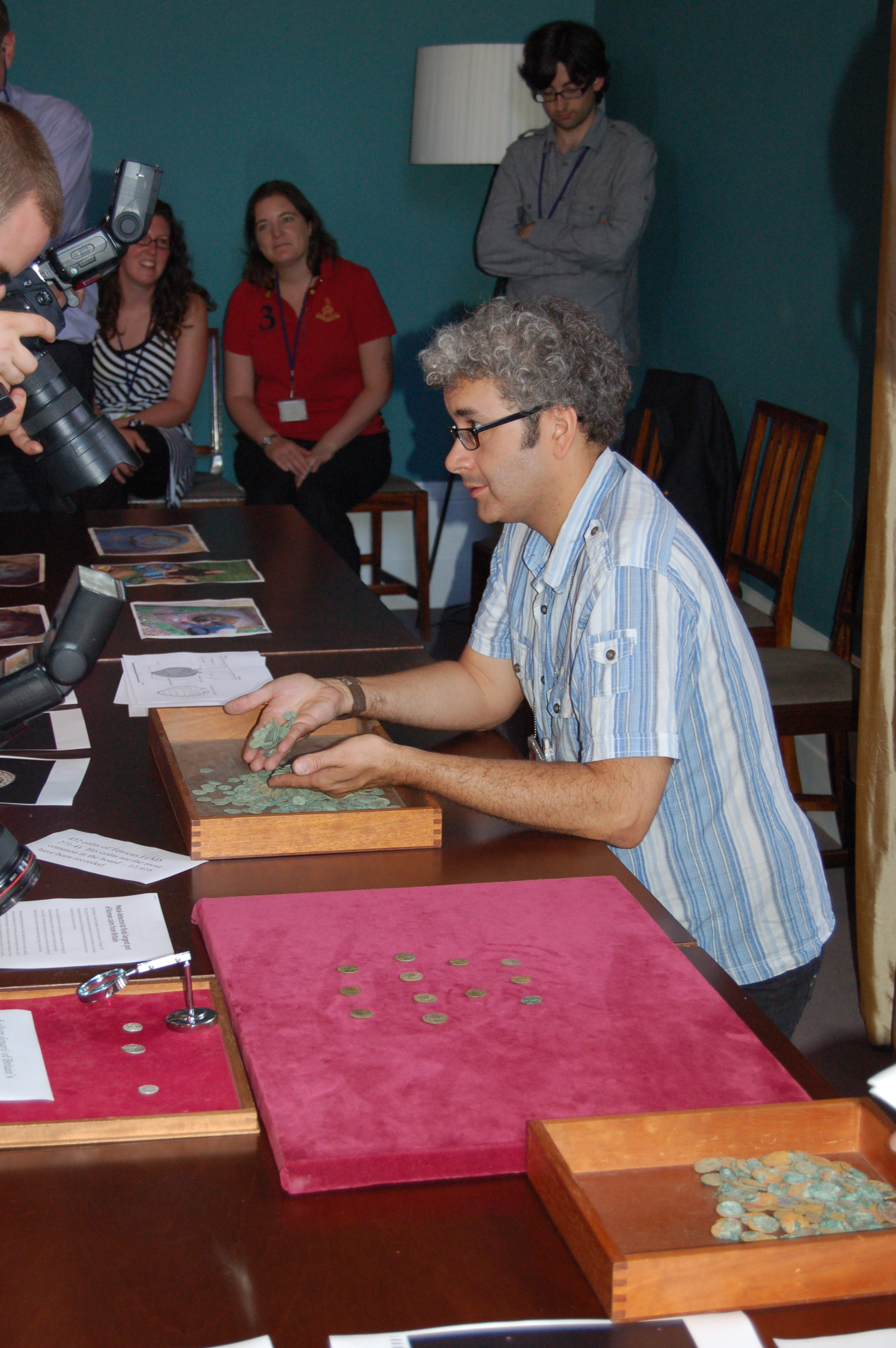
Richard Abdy (2010)

Richard Anthony Abdy (* 1970) ist ein britischer Numismatiker. Sein Fachgebiet sind antike römische Münzen. Seit 1998 ist er Kurator für römische Münzen in der Abteilung für Münzen und Medaillen des British Museum in London.

## Leben
Richard Abdy graduierte 1992 an der University of Glasgow in Geschichtswissenschaft. Sein Fachgebiet war Britannien in römischer Zeit und seine Grenzbefestigung, der Limes Britannicus. Abdy spezialisierte sich auf die Münzhorte am Antoninuswall, deren Bearbeitung er mit dem Kurator der Hunter Coin Collection der University of Glasgow durchführte.
1993 kam Abdy als Assistent der Abteilung für griechische und römische Antiken an das British Museum in London. 1998 wurde er einer der beiden Kuratoren für Münzen der Eisenzeit und des Römischen Reichs der Abteilung für Münzen und Medaillen des Museums. Zu seinen Aufgaben gehört die Bearbeitung von Münzschätzen, die vom British Museum nach dem Treasure Act 1996 erworben oder zum Kauf angeboten wurden.
2004 kuratierte Abdy im British Museum die Ausstellung Public Image: Portraits on Coins & Medals zu Porträts auf Münzen und Medaillen. Die Ausstellung Coins and the Bible über Münzen und die Bibel folgte 2013. Abdy veröffentlichte eine Vielzahl von Aufsätzen in numismatischen und historischen Fachzeitschriften und ist Autor, Beiträger oder Herausgeber mehrerer bedeutender Monografien. 2002 erhielt er für seine Monografie Romano-British Coin Hoards über römisch-britische Münzhorte den renommierten Lhotka Memorial Prize der Royal Numismatic Society. 2013 erhielt er den Preis mit Amelia Dowler erneut, für ihre gemeinsame Arbeit Coins and the Bible. 2010 wurde Abdy der Gilljam-Preis für die Numismatik des dritten Jahrhunderts verliehen. Die Auszeichnung erfolgte für seinen Aufsatz The Domitian coin from Chalgrove: a Gallic emperor returns to history über den zweiten Antoninian des Domitianus II., mit dessen Fund die Echtheit der ersten Fundmünze und die Existenz des Gegenkaisers Domitianus im Gallischen Sonderreich bewiesen wurden.

## Veröffentlichungen
Monografien
- Romano-British Coin Hoards. Shire Publications, Princes Risborough 2002, ISBN 0-7478-0532-6.
- als Herausgeber mit Ian Leins und Jonathan Williams: Coin Hoards from Roman Britain. Band 11 (= Special Publications of the Royal Numismatic Society. Band 36). Royal Numismatic Society, London 2002, ISBN 0-901405-68-X.
- Roman Army. Pocket Dictionary. British Museum Press, London 2008, ISBN 0-7141-3126-1.
- als Herausgeber mit Eleanor Ghey, Celine Hughes und Ian Leins: Coin Hoards from Roman Britain. Band 12 (= Collection Moneta. Band 97). Moneta, Wetteren 2009, ISBN 978-90-77297-64-3.
- als Herausgeber mit Edward Besly und Fernando López-Sánchez: The Gloucester hoard and other coin hoards of the Britannic Empire (= Coin Hoards from Roman Britain. Band 13; = Collection Moneta. Band 113). Moneta, Wetteren 2010, ISBN 978-90-77297-81-0.
- mit Amelia Dowler: Coins and the Bible. Spink & Son, London 2013, ISBN 978-1-907427-74-9 (Ausstellungskatalog).
- als Herausgeber mit Verity Anthony und Stephen Clews: The Beau Street, Bath Hoard (= Archaeopress Roman Archaeology. Band 59). Archaeopress, Oxford 2019, ISBN 978-1-78491-594-0.
- mit Peter Franz Mittag: From AD 117–138: Hadrian (= Roman Imperial Coinage. Band 2, Teil 3). Spink & Son, London 2019, ISBN 978-1-912667-18-5.
- Legion. Life in the Roman army. The British Museum Press, London 2024, ISBN 978-0-7141-2293-9.

Aufsätze
- Richard Abdy: The second-known specimen of a coin of Domitian II recorded in a hoard from Oxfordshire. In: Revue Numismatique. Band 160, 2004, S. 219–221 (Digitalisat).
- Richard Abdy, Nicholas Harling: Two important new Roman coins. In: The Numismatic Chronicle. Band 165, 2005, S. 175–178, doi:10.2307/42667281 (Digitalisat [PDF]).
- Richard Abdy, Gareth Williams: A Catalogue of Hoards and Single-Finds from the British Isles c. AD 410–675. In: Barrie Cook, Gareth Williams (Hrsg.): Coinage and History in the North Sea World, c. AD 500–1250. Essays in Honour of Marion Archibald. Brill, Leiden u. a. 2006, ISBN 90-04-14777-2, S. 11–73.
- Richard Abdy: The Domitian coin from Chalgrove: a Gallic emperor returns to history. In: Antiquity. Band 83, Nr. 321, September 2009, S. 751–757, doi:10.1017/S0003598X00098963.
- Richard Abdy, Martin Allen, Roger Bland, Eleanor Ghey, John Naylor: Coin hoards from the British Isles 2012. In: British Numismatic Journal. Band 82, 2012, S. 230–244 (Digitalisat [PDF]).
- Richard Abdy: Chronology of Sabina’s coinage at the Roman mint. In: Revue Numismatique. Band 171, 2014, S. 73–91 (Digitalisat).